# 一心惠里香
一心惠里香（日语：／ Ichigo Erika，2003年5月30日—），是日本AV女优。一心惠里香于2023年11月于AV界出道，所属经纪公司为MOODYZ。

## 生平
一心惠里香曾在女仆咖啡厅工作过。在出道AV的时候还是一位在读大学生，在大学里曾短暂参过铜管乐队社团。在出道AV中她介绍自己身高165厘米，胸围93厘米，腰围55厘米，臀围91厘米，胸罩尺寸为H罩杯。2023年11月出道首月，她就在日本Bookmate书店女优排名中位列第五。

## 作品
| 作品编号 | 作品名称 | 厂商       | 发售日期      | 类型     |
| MIDV-513 | 新人 現役女子大生 専属 Hカップ 一心えりか Av Debut!                                                                        | MOODYZ     | 2023年11月7日 | AV       |
| MIDV-542 | ぜーんぶ初体験!!セックス開発 3本番special!! 一心えりか                                                                     | MOODYZ     | 2023年12月5日 | AV       |
| MIDV-590 | おてんばhカップの現役女子大生がドキドキ初挑戦 ご奉仕ソープランド                                                           | MOODYZ     | 2024年1月2日  | AV       |
| FWAY-005 | 色白好プロポーション 一心えりか                                                                                            | Fair & Way | 2024年1月9日  | 写真视频 |
| MIDV-618 | 涎とろっとろ ビンカン美少女と濃厚オヤジのベロチューフルコース                                                              | MOODYZ     | 2024年2月6日  | AV       |
| MIDV-646 | エビ反りギュイン！絶頂310回痙攣5200回イキ潮22000cc絶頂Special 禁欲アクメオーガズム 1カ月焦らされ24時間ぶっ通しデカチンFUCK | MOODYZ     | 2024年3月1日  | AV       |
| MIDV-676 | ナースコールで呼べば即！パイズリ挟射してくれる神乳ナースさん 一心えりか                                                    | MOODYZ     | 2024年3月29日 | AV       |